# DZ (letter)
Dz (onderkast: dz) is een digraaf die de zevende letter van het Bosnische en Kroatische alfabet is. Hij wordt als /ʣ/ uitgesproken. 